# Vadenia ribbeella
Vadenia ribbeella är en fjärilsart som beskrevs av Caradja 1920. Vadenia ribbeella ingår i släktet Vadenia och familjen stävmalar. Inga underarter finns listade i Catalogue of Life.